# 긴급명령권
긴급 명령권(緊急命令權)은 국가비상사태 등의 중대한 국가 위기가 있거나, 예상될 때 국가원수나 그에 해당되는 권한이 있는 자가 법에 따른 권한에 구애받지 않고, 긴급한 조치를 위해 명령할 수 있는 권한이다.
여기에서는, 대한민국 대통령의 긴급명령권을 설명한다.

## 소개
긴급명령(緊急命令)이란 통상적인 입법절차만으로는 대처할 수 없는 국가의 안위에 관계되는 중대한 교전상태에 있어서 국가를 보완하기 위하여 긴급한 조치가 필요하고 국회의 집회가 불가능한 때에 한하여 대통령이 이러한 비상사태를 극복하기 위하여 발동하는 법률의 효력을 가지는 예외적인 긴급입법조치를 말한다.
대통령의 긴급명령은 국가의 안위에 관계되는 중대한 교전상태에 있어서 국가를 보완하기 위하여 긴급한 조치가 필요하고 국회의 집회가 불가능한 때에 한하여 명령으로써 국민의 기본권을 제한하는 등 입법사항을 규정할 수 있는 긴급적 입법을 의미한다.
그러므로 긴급명령은 국회입법의 원칙에 대한 중대한 예외를 의미하는 것이다. 따라서 긴급명령은 국회의 집회가 불가능한 경우에 한하여 예외적으로 인정되는 국가긴급권의 일종이다.

## 헌법의 근거
대한민국의 대통령이 긴급명령권을 발동할 수 있는 경우는 대한민국 헌법 제76조에 규정되어 있다. 그 내용은 다음과 같다.

제76조
①대통령은 내우·외환·천재·지변 또는 중대한 재정·경제상의 위기에 있어서 국가의 안전보장 또는 공공의 안녕질서를 유지하기 위하여 긴급한 조치가 필요하고 국회의 집회를 기다릴 여유가 없을 때에 한하여 최소한으로 필요한 재정 ·경제상의 처분을 하거나 이에 관하여 법률의 효력을 가지는 명령을 발할 수 있다.
②대통령은 국가의 안위에 관계되는 중대한 교전상태에 있어서 국가를 보위하기 위하여 긴급한 조치가 필요하고 국회의 집회가 불가능한 때에 한하여 법률의 효력을 가지는 명령을 발할 수 있다.
③대통령은 제1항과 제2항의 처분 또는 명령을 한 때에는 지체없이 국회에 보고하여 그 승인을 얻어야 한다.
④제3항의 승인을 얻지 못한 때에는 그 처분 또는 명령은 그때부터 효력을 상실한다. 이 경우 그 명령에 의하여 개정 또는 폐지되었던 법률은 그 명령이 승인을 얻지 못한 때부터 당연히 효력을 회복한다.
⑤대통령은 제3항과 제4항의 사유를 지체없이 공포하여야 한다.

## 긴급명령권의 역사
제1공화국부터 제6공화국까지의 긴급명령권의 역사는 다음과 같다.

### 제1공화국~제3공화국
대한민국의 제1공화국에서부터 제3공화국까지는 대통령에게(제2공화국 때는 행정부 수반인 국무총리가 요청해, 대통령이 명령한다.) 법률과 동일한 효력을 가지게 되는 긴급명령의 권한을 부여했다.

### 제4공화국~제5공화국
제4공화국의 헌법에서는 대통령의 긴급명령이 헌법과 동일한 권한을 가지게 하는 강력한 제도를 두었는데 제4공화국에선 긴급조치라고 불렀다. 제5공화국 헌법에서도 제4공화국의 긴급명령권 제도와 같이 헌법과 동일한 권한을 가지게 하는 비상조치제도를 두었다.

### 제6공화국
제6공화국 헌법은 제4, 5공화국과 달리 법률과 동일한 효력을 가지는 긴급명령권을 명시했다. 그것의 제한은 현행 헌법에 명시되어 있다.

## 같이 보기
- 금융실명제